# 1947 en informatique
1946 en informatique - 1947 - 1948 en informatique
Cet article présente les principaux évènements de 1947 dans le domaine informatique
- Fondation de l'Association for Computing Machinery.
- Invention du langage de programmation assembleur. C'est un langage de bas niveau, dit de seconde génération.